# فرودگاه صحرایی کروسلند مور
فرودگاه صحرایی کروسلند مور (به انگلیسی: Crosland Moor Airfield) یک فرودگاه خصوصی است که یک باند فرود آسفالت و چمن دارد و طول باند آن ۷۵۰ متر است. این فرودگاه در شهر هادرزفیلد کشور انگلستان قرار دارد و در ارتفاع ۲۵۱ متری از سطح دریا واقع شده‌است.